# Halesa glauca
Halesa glauca är en fjärilsart som beskrevs av Butler 1881. Halesa glauca ingår i släktet Halesa och familjen mätare. Inga underarter finns listade i Catalogue of Life.